# Nikon D5500
D5300 D5600
Le Nikon D5500 est un appareil photo reflex numérique au format APS-C avec une monture F, annoncé par Nikon le 5 janvier 2015,.
Successeur du D5300, le D5500 est le premier reflex numérique Nikon à être équipé d'un écran tactile. Fabriqué en composite fibre de carbone il est plus petit et plus léger. Il peut être utilisé par Wi-Fi avec NFC, mais la géolocalisation GPS des photos n'est plus incluse.
Les tests font état d'une plus grande mémoire tampon pour les fichiers RAW et d'une meilleure longévité de la batterie,.